# 斎藤久美子 (アナウンサー)
斎藤 久美子（さいとう くみこ、1990年1月22日 - ）は、テレビ新潟（TeNY）のアナウンサー、報道記者。

## 来歴
愛知県豊橋市出身。愛知県立豊橋東高等学校、東京海洋大学卒業。大学在学時、テレビ朝日アスクの就職セミナーコースに通っていた。
大学を卒業後、2013年4月にテレビ新潟に入社し、アナウンサーになる。『夕方ワイド新潟一番』3部のキャスター担当になってからは、報道記者も兼務している。

## 人物
趣味はダイビング。スキューバダイビングよりも、大学時代からしていた素潜りの方が得意であると語る。

## 担当番組
- 新潟炊きたてバラエティーおにぎりハウス（2025年4月4日 - ） - MC
- 新潟一番サンデープラス 祝 世界文化遺産登録！ まるっと「佐渡」スペシャル - MC、斉藤キャスターが世界遺産に迫る「イチから学ぶ金山」コーナー（2024年8月11日）
- 夕方ワイド新潟一番 - 中継リポーター → 3部キャスター[5]
- 未来へ!!僕らの水族館 〜マリンピア日本海・リニューアルぜんぶ見せます！〜（2013年7月20日）[6]
- いますぐ行きたい！にいがた極上旅（2015年9月26日）
- 新潟一番サンデープラス - MC[7]
- TeNYニュース